# 王基铭
王基铭（1942年6月10日—），男，汉族，原籍浙江上虞，生于上海，中国炼油、石油化工及工程管理专家，中国共产党党员，曾任中国石油化工集团公司科技委主任、中国石油化工股份有限公司顾问，中国工程院工程管理学部院士、第十一届全国政协委员。

## 生平
2008年，当选第十一届全国政协委员，代表中国科学技术协会，分入第二十三组。并担任经济委员会专委。